# Гильман, Аркадий Моисеевич
Аркадий Моисеевич Гильман (13 марта 1913, Канавино — 12 мая 2013, Монреаль) — советский и российский шахматист, мастер спорта СССР (1965).

## Биография
Выпускник радиофизического факультета ГГУ. Кандидат физико-математических наук, специалист в области прикладной математики и кибернетики.
Жил в Горьком (Нижнем Новгороде). Неоднократно становился чемпионом города и области.
Наибольших успехов добился в заочной игре. Дважды участвовал в чемпионатах СССР по переписке (1948—1951 и 1963—1964 гг.). В составе сборной РСФСР дважды становился победителем командного чемпионата СССР по переписке (оба раза выступал на 2-й доске).
Рейтинг ФИДЕ на январь 1998 года — 2270.
В конце 1990-х гг. переехал в Канаду. Выступал в местных соревнованиях. Вероятно, является старейшим в истории участником рейтингового турнира: последнюю достоверно известную партию сыграл в открытом чемпионате Канады 2008 г. (ничья с итальянским шахматистом А. Тестой). Канадский мастер ФИДЕ Д. Гольденберг вспоминает, что играл с Гильманом в 2009 г.

## Спортивные результаты
| Год       | Соревнование                                                         | + | − | = | Результат | Место             |
| --------- | -------------------------------------------------------------------- | - | - | - | --------- | ----------------- |
| 1948—1951 | 1-й чемпионат СССР по переписке                                      | 4 | 4 | 7 | 7½ из 15  | 8                 |
| 1963—1964 | 6-й чемпионат СССР по переписке                                      | 6 | 2 | 9 | 10½ из 17 | 5                 |
| 1966—1968 | 1-й командный чемпионат СССР по переписке (сборная РСФСР, 2-я доска) |   |   |   | 5½ из 10  | Команда — чемпион |
| 1968—1970 | 2-й командный чемпионат СССР по переписке (сборная РСФСР, 2-я доска) |   |   |   | 6 из 11   | Команда — чемпион |